# リマック・アウトモビリ
リマック・アウトモビリ（英: Rimac Automobili）は、クロアチアのスベタネデリャを拠点に、バッテリー式電気自動車を開発・製造・販売している自動車会社である。

## 概要
創業者が乗り回しているうちにエンジンを壊してしまった古いBMW E30をインターネットで買い集めた部品で電気自動車に改造したことから始まった。
コンセプト・ワンの発注者からの前払金、クロアチア復興開発銀行（HBOR）から得た融資、香港の天然資源開発会社シノコップ・リソーシズ社による出資、フォーミュラEにも出資する自然エネルギーを専門分野とするクロアチア系コロンビア人投資家であるフランク・カナイェット・イエペス(Frank Kanayet Yepes)による支援により、資金を調達する。

## 製品

### 電気自動車

#### コンセプト・ワン（Concept One）

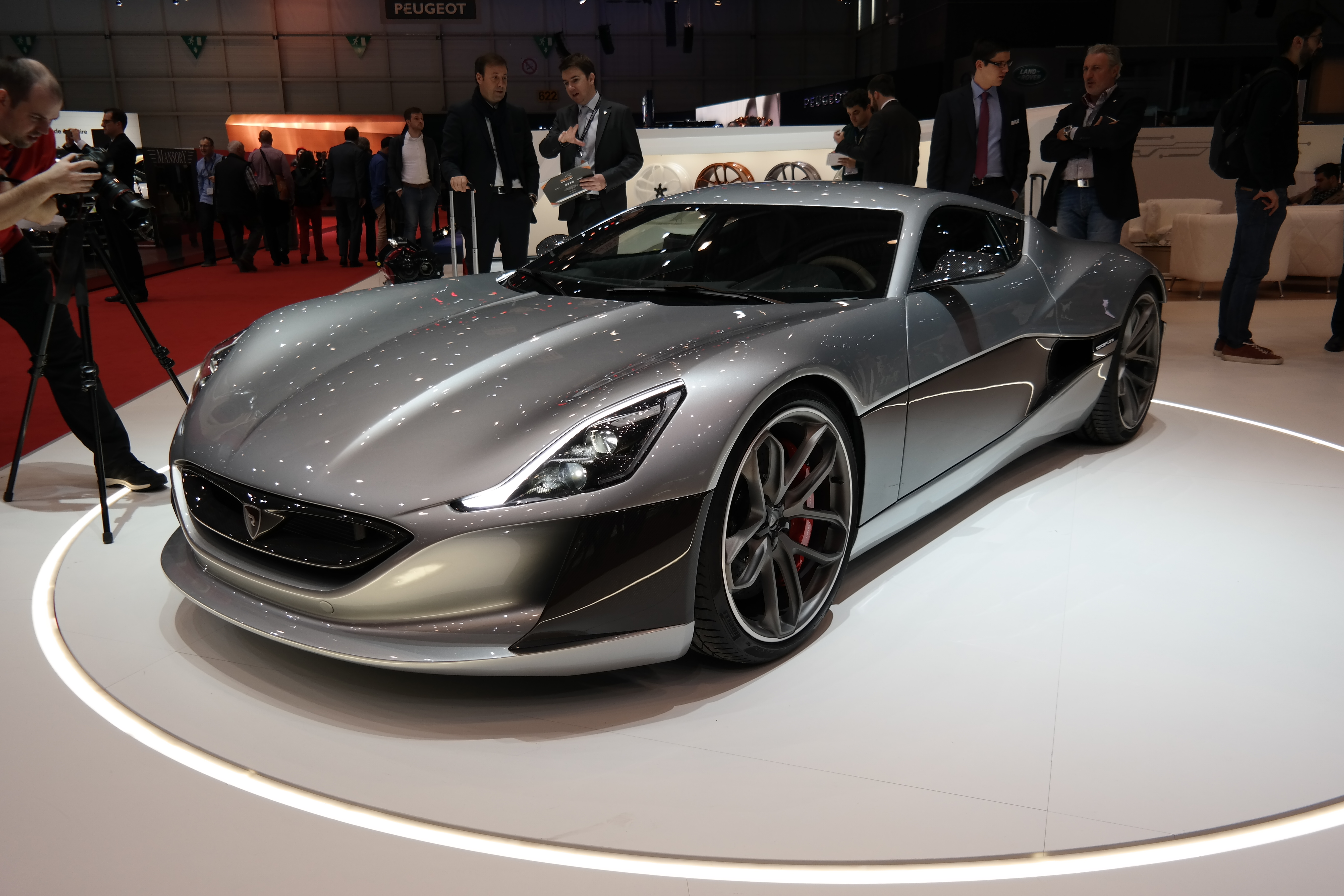
リマック・コンセプト・ワン

2011年フランクフルトモーターショーで発表された。わずか2.8秒で時速100キロに達する。元ピニンファリーナのデザイナーたちがスタイリングを行い、インテリアはブルガリアのチューニングブランド、ヴィルナーが担当する。各ホイールに電気モーターが搭載され、最高出力はブガッティ・ヴェイロンと同規模の1088馬力、0-100km/h加速が2.8秒と発表された。2017年6月に、「The Grand Tour」のシーズン2の撮影時において、リチャード・ハモンドがクラッシュし大破させた。

#### コンセプトS（Concept S）
コンセプト・ワンの改良型。2台のみ製造された。
コンセプト・ツー (Concept Two)
2019年ジュネーブモーターショーで発表された。通称 C_Two。コンセプト・ワンの後継モデルにあたる。コンセプト・ワンの面影を残しつつデザインが一新されている。コンセプト・ワンと同様に各ホイールに電気モーターを搭載し、最高出力は1914馬力、0-100km/h加速が1.85秒を誇るなどコンセプト・ワンから大幅なスペックアップが施されている。「C_Two」は2020年に限定モデルとしての市販化が予定されており、同モデルの生産と販売に伴う、日本を含む世界規模での販売網の拡大も発表されている。

#### ネヴェーラ
2021年にコンセプト・ツーをベースに発表された市販モデル。0-100km/hは1.85秒。150台限定で生産される。

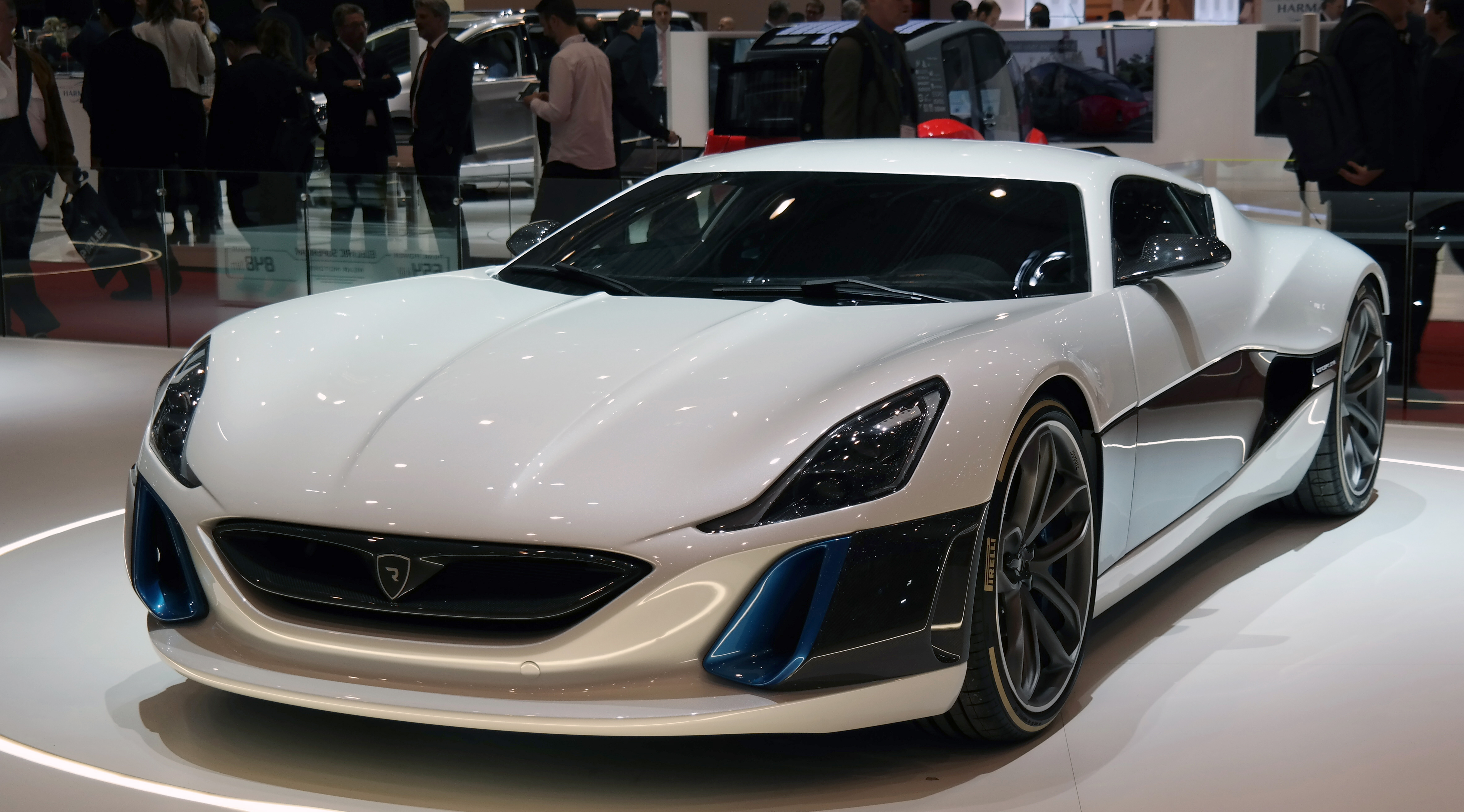
コンセプトS（フロント）
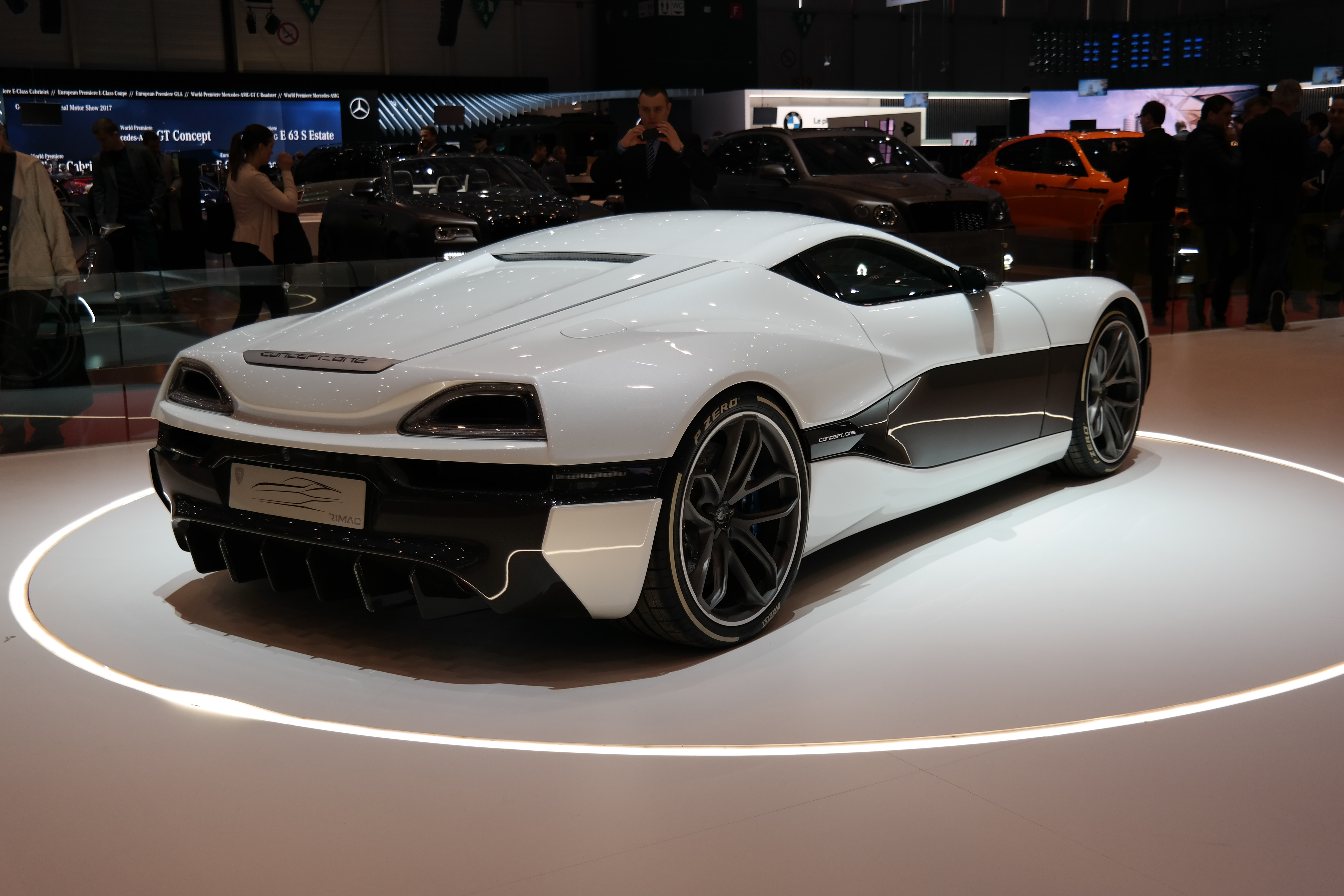
コンセプトS（リア）
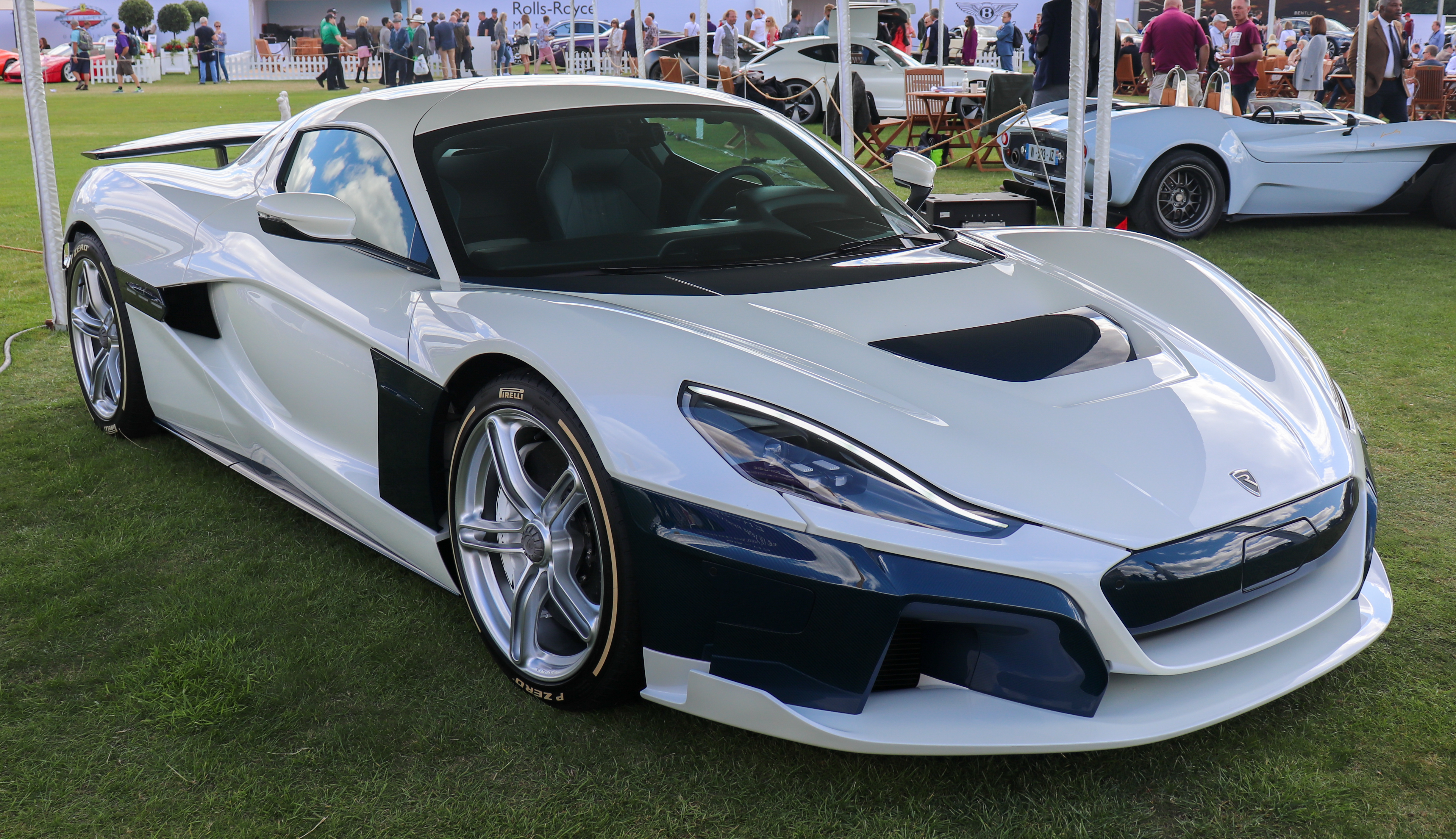
コンセプト・ツー（フロント）
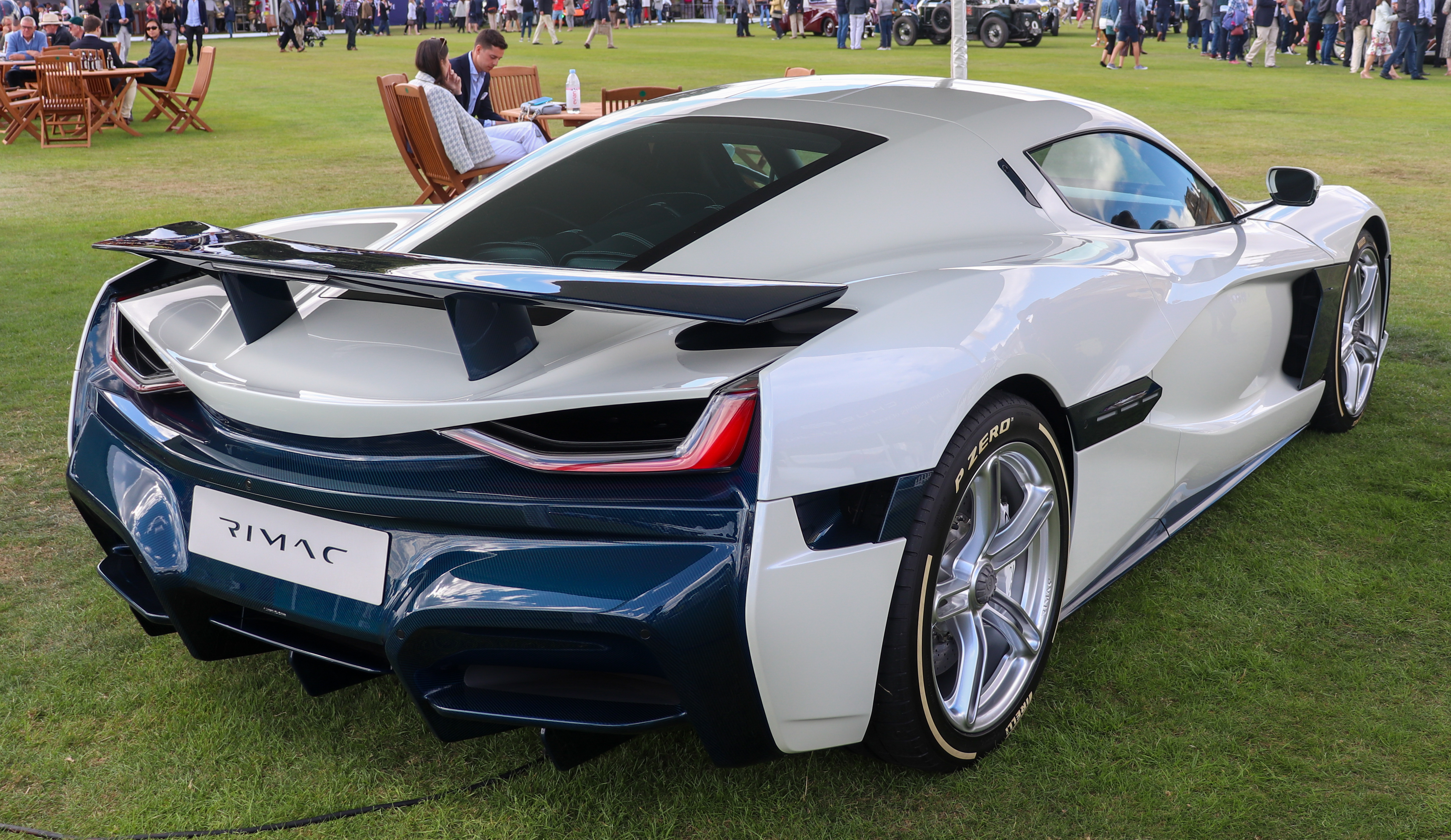
コンセプト・ツー（リア）
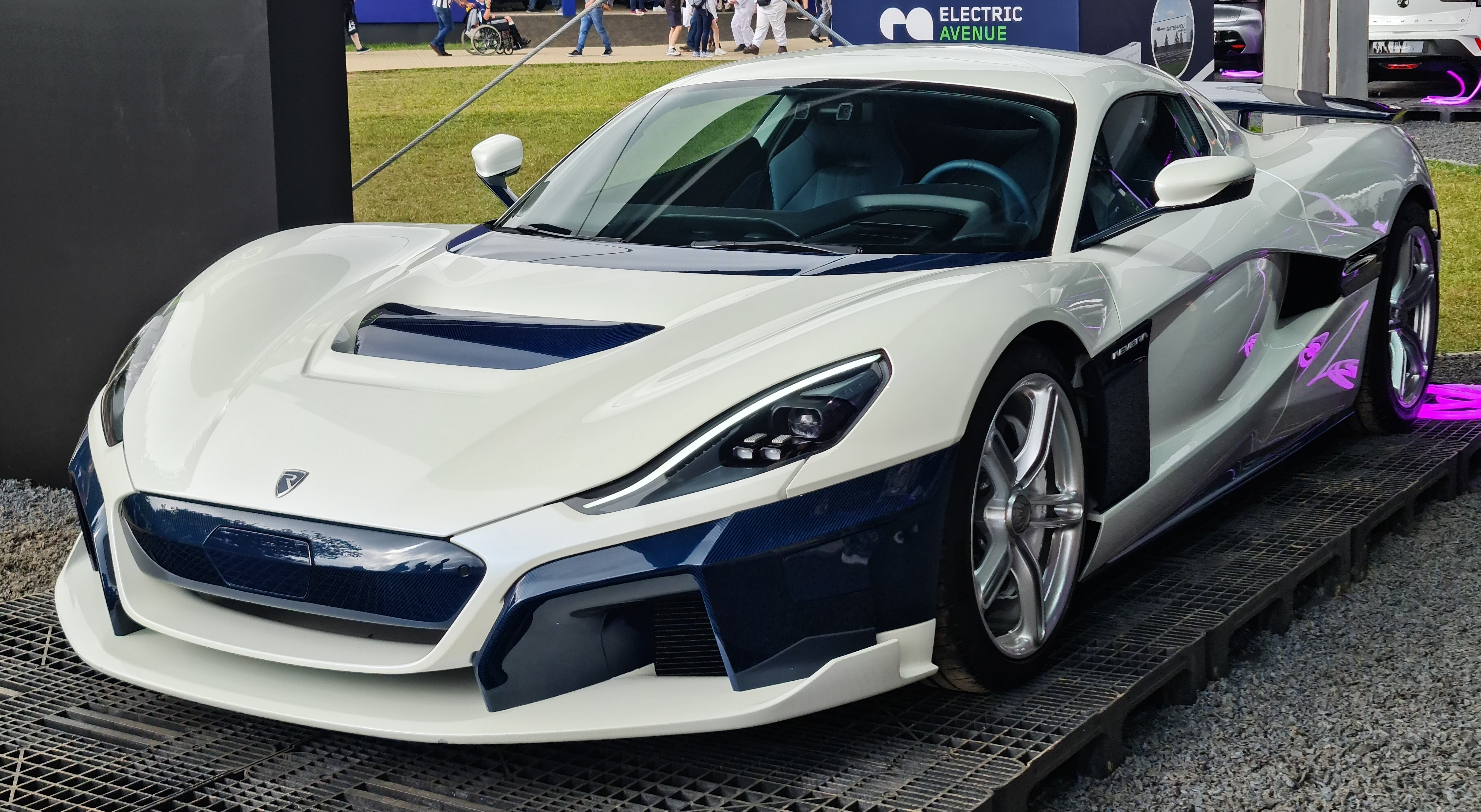
ネヴェーラ

### 電動モペッド

#### グレイプ
同社が製造する電動モペッドのブランドで、完全に電動のモードとアシストのみに抑えるモードを、スイッチ一つで制御できるなどが特徴。現在、G12とG12Sが販売されている。